# Меллер-Закомельский, Владимир Владимирович
Барон Владимир Владимирович Меллер-Закомельский (1863—1920) — российский предприниматель и политический деятель начала XX века.

## Биография
Происходил из военной дворянской семьи, отец — генерал-майор В. П. Меллер-Закомельский, дед — генерал П. И. Меллер-Закомельский, военный министр в 1819—1823 годах. Прадеды по материнской линии —  купцы Л.И. Расторгуев и Г.Ф. Зотов. 
Обучался в Пажеском корпусе, который окончил в 1883 году с производством в корнеты. Служил в лейб-гвардии Конном полку, в 1886 году вышел в запас в чине корнета и посвятил себя участию в управлении принадлежащими семье производственными активами.
В 1892 году вошёл в Главное правление Кыштымского горного округа (семья баронов Меллер-Закомельских была крупнейшим из совладельцев Кыштымских горных заводов, крупнейшего производителя меди в России).
В 1893 году приобрёл в Ямбургском уезде Санкт-Петербургской губернии имение (3400 десятин), состоявшее из двух усадеб — Александровская Горка и Падога. Вложил в имение значительные средства и содержал его в образцовом состоянии.
В 1899—1903 — предводитель дворянства Ямбургского уезда.
В 1900 году Кыштымский горный округ был акционирован, семья Меллер-Закомельских стала владельцем 50 % акций «Акционерного общества Кыштымских горных заводов».
В 1904—1906 — начальник Алтайского горного округа Удельного ведомства.
С 1904 года Общество Кыштымских горных заводов испытывало тяжёлый финансовый кризис. После безуспешных обращений за государственными субсидиями Меллер-Закомельскому удалось найти иностранного инвестора — возглавляемую Джоном Лесли Урквартом (англ. John Leslie Urquhart) британскую Англо-Сибирскую корпорацию. В 1907 году контроль над заводами перешёл к Урквату. Передача бизнеса была произведена в дружественном режиме — Меллер-Закомельский остался председателем правления заводов и постепенно превратился в ближайшего сотрудника Уркварта в России, занимая различные посты в правлениях создаваемых Урквартом металлургических предприятий.
В 1906 году избран председателем Санкт-Петербургской губернской земской управы, в 1909 году переизбран на второй срок.
Член Центрального Комитета «Союза 17 октября» (октябристов) — правоцентристской партии, преобладавшей в III и IV Государственных Думах.
В 1912 году от Санкт-Петербургского губернского земского собрания избран в Государственный Совет, где был одним из руководителей так называемой «группы центра». Принял активное участие в формировании в 1915 году «Прогрессивного блока» — широкой межпартийной коалиции, объединявшей большинство членов IV Государственной Думы и Государственного Совета. В 1915 году переизбран на следующий срок.
С августа 1915 года — член Особого совещания для обсуждения и объединения мероприятий по обеспечению топливом (Осотоп).
После перехода власти к большевикам уехал на Украину, где вошёл в бюро Особого совещания членов Государственной думы всех созывов и Государственного совета. В октябре 1918 года в оккупированном германскими войсками Киеве, на съезде бывших членов Государственной думы, Государственного совета, Церковного собора, земств, представителей различных политических партий России, был создан Совет государственного объединения России (СГОР) — общественное объединение антибольшевистской направленности. В. В. Меллер-Закомельский был избран его председателем, а заместителями — П. Н. Милюков и А. В. Кривошеин. Хотя в Совете преобладали монархически настроенные политики, его официальная позиция состояла в том, что государственный строй России должен быть определён Учредительным собранием, в которое следовало провести новые выборы.
Возглавлял российскую делегацию на Ясском совещании (18—23 ноября 1918 года), имевшем основной целью переговоры о предоставлении странами Антанты финансовой, политической и военной поддержки Белому движению.
В декабре 1918 года, с захватом власти в Киеве украинскими автономистами, СГОР переместился в Одессу, занятую французскими войсками и Добровольческой армией. После эвакуации французов из Одессы в апреле 1919 года Совет утратил политическое значение.
В 1920 году эмигрировал, в том же году умер.
Имел чин статского советника (с 1912 года).

## Семья
Жена (с 1894 г.) — Елизавета Логгиновна, урождённая баронесса Зедделер (13.07.1875—16.03.1931), дочь генерала от инфантерии барона Л. Л. Зедделера. Похоронена на кладбище Сент-Женевьев-де-Буа.
- Дочь — Елизавета Владимировна, в замуж. Исакова (1895—1981, Оттава, Канада). В начале 1920 эвакуировалась из Одессы в Константинополь вместе с отцом, матерью, мужем Яковом Сергеевичем Исаковым (брат С.С.Исакова, внук генерала Н.В.Исакова) и сыном Владимиром (1919, Одесса —1986, Канада)[2]. После смерти отца жили как беженцы на острове Антигони ("Бургазада" Принцевых Островов) до 1921 года. Уехали в Италию и другие страны Европы. В 1949 году Владимир Яковлевич Исаков взял фамилию Меллер. У него двое детей — Александр (1958 г.р.) и Анна Марика (1960 г.р.).
- Сын — Александр (1898—1977), известный деятель белой эмиграции, активно сотрудничавший с нацистами, автор многочисленных антисемитских сочинений.